# Jensia
Jensia es un género de plantas con flores perteneciente a la familia  Asteraceae.  Comprende 2 especies descritas y   aceptadas.

## Taxonomía
El género fue descrito por B.G.Baldwin y publicado en Novon 9(4): 464–465. 1999.
Etimología
Jensia: nombre genérico que fue otorgado en honor de Jens Christian Clausen, 1891–1969, botánico californiano.

## Especies
A continuación se brinda un listado de las especies del género Jensia aceptadas hasta julio de 2012, ordenadas alfabéticamente. Para cada una se indica el nombre binomial seguido del autor, abreviado según las convenciones y usos.
- Jensia rammii (Greene) B.G.Baldwin
- Jensia yosemitana (Parry ex A.Gray) B.G.Baldwin